# Nikolai Krilenko
Nikolai Vasílievitx Krilenko (rus: Никола́й Васи́льевич Крыле́нко; Bejtéyevo, Governació de Smolensk, Imperi Rus, 2 de maig de 1885 – Moscou, Unió Soviètica, 29 de juliol de 1938) va ser un polític comunista rus, dirigent del Partit Bolxevic. Va exercir una gran varietat de càrrecs dins del sistema legal soviètic, arribant a ser ministre de Justícia de la Unió Soviètica i Fiscal General de la República Socialista Federativa Soviètica de Rússia.
Krylenko va ser un exponent del dret socialista i de la teoria que les consideracions polítiques, més enllà de la culpabilitat o innocència criminals, havien de guiar l'aplicació del càstig penal. Encara que va participar en els Judicis Farsa i en la repressió política de finals dels anys 1920 i començaments dels anys 1930, el mateix Krilenko va ser finalment detingut durant la Gran Purga. Després de ser sotmès a interrogatoris i tortures per part de l'NKVD, Krilenko va confessar una àmplia participació en el sabotatge i l'agitació i propaganda anti-soviètica. Va ser condemnat a mort pel Col·legi Militar de la Cort Suprema de l'URSS, en un judici que va durar vint minuts, i executat immediatament després en el camp d'afusellament de Communarka.

## Biografia

### Abans de la Revolució
Krilenko va néixer a Bejteyevo, un petit municipi de l'Óblast de Smolensk, llavors pertanyent a la Governació de Smolensk, fill d'un revolucionari populista rus.
Es va unir a la facció bolxevic del Partit Obrer Socialdemòcrata de Rússia (POSDR) el 1904, mentre estudiava història i literatura a la Universitat de Sant Petersburg, on era conegut pels seus companys com a camarada Abram. Va ser membre del Soviet de Sant Petersburg, de breu durada, durant la Revolució de 1905 i membre del Comitè del Partit Bolxevic de Sant Petersburg. Va haver d'abandonar Rússia al juny de 1906, però va tornar aquell mateix any més tard. Detingut per la policia secreta tsarista el 1907, va ser alliberat per falta de proves, encara que aviat deportat sense judici a Lublin.
Krilenko va tornar a Sant Petersburg el 1909, finalitzant la seva carrera universitària. Va abandonar breument el POSDR el 1911, encara que aviat va retornar-hi. Va ser reclutat per l'Exèrcit Imperial Rus el 1912 i ascendit a tinent segon, abans de ser llicenciat el 1913. Després d'haver treballat com a editor assistent del Pravda i enllaç del grup parlamentari bolxevic a la Duma durant uns mesos, Krilenko va ser de nou detingut el 1913 i deportat a Járkov, on es va graduar en dret. Al començament de 1914, Krilenko va saber que potser seria de nou arrestat i va marxar a Àustria. En esclatar la Primera Guerra Mundial a l'agost de 1914, va haver de traslladar-se a Suïssa amb nacionalitat russa. L'estiu de 1915, Lenin va enviar Krilenko de tornada a Rússia per ajudar a reconstruir l'organització clandestina bolxevic. El novembre de 1915, va ser arrestat a Moscou com a desertor i, després de diversos mesos a la presó, enviat al front sudoccidental l'abril de 1916.

### 1917
Després de la Revolució de Febrer de 1917 i la introducció de comitès electes en les forces armades russes, Krilenko va ser triat president del comitè del seu regiment, primer, i de la seva divisió, després. El 28 d'abril va ser triat president del comitè de l'11è Exèrcit. Després del retorn de Lenin a Rússia l'abril de 1917, Krilenko va adoptar la nova política bolxevic d'oposició irreconciliable al Govern Provisional. Conseqüentment, va haver de dimitir del seu càrrec 8 de juny per falta de suports entre els membres no bolxevics del comitè d'Exèrcit.
El juny de 1917, Krilenko va ser nomenat membre de l'Organització Militar Bolxevic i va ser triat delegat al I Congrés dels Soviets de Rússia. Al congrés, va ser triat membre del Comitè Executiu Central Panruso, per part de la facció bolxevic. Krilenko va abandonar Petrograd per acudir 15 de juliol a la caserna general de l'Alt Comandament de l'Exèrcit a Maguilov, però hi va ser detingut pel Govern Provisional, a causa de la repressió contra els bolxevics desfermada després de les Jornades de Juliol. Va ser empresonat a Petrograd, però va ser alliberat a mitjan setembre després de l'intent de cop d'Estat de Kornílov.
Krilenko va prendre part activa en la preparació de la Revolució d'Octubre a Petrograd com acabat de nomenar president del Congrés de Soviets de la Regió del Nord i dirigent del Comitè Militar Revolucionari de Petrograd. El 29 [C.J. 1917] de 10 d'octubre, deu dies abans de la insurrecció, va informar al Comitè Central del Partit Bolxevic que la guarnició militar de Petrograd donaria suport als bolxevics en cas d'aixecament. Durant la presa del poder per part dels bolxevics entre el 6 de novembre i el 7 de novembre, Krylenko va ser un dels dirigents de la insurrecció al costat de León Trotski, Adolf Iofe i Vladímir Antónov-Ovséyenko, entre d'altres.

### Cap de l'Exèrcit Roig
A l'II Congrés dels Soviets de Rússia, el 8 de novembre de 1917, Krylenko va ser nomenat Comissari del Poble (ministre) i membre del triumvirat (al costat de Pável Dibenko i Nikolái Podvoiski) responsable dels assumptes militars. Al començament de novembre, immediatament després de la presa del poder, Krylenko va ajudar a Trotski a suprimir l'intent de reprendre Petrograd dels lleials al Govern Provisional, liderats per Aleksandr Kérenski i el general Piotr Krasnov.

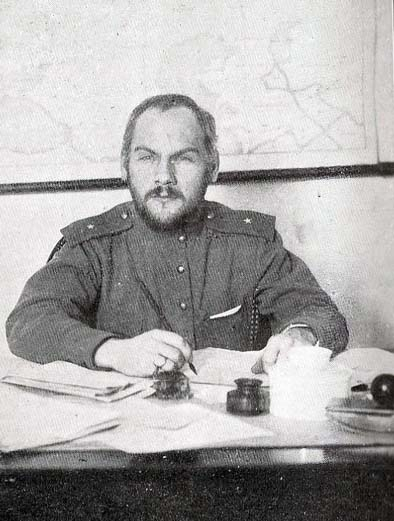
El comandant en cap Nikolai Krilenko. 1918.

Després del rebuig del comandant en cap (i cap de l'Estat Major) en funcions, general Nikolai Dujonin, d'obrir les negociacions de pau amb els alemanys, Krilenko va ser nomenat comandant en cap el 9 de novembre de 1917. Va començar les negociacions amb l'Exèrcit alemany el 12-13 de novembre. Krilenko va arribar a la caserna general de l'Alt Comandament a Maguilov el 20 de novembre i va arrestar el general Dujonin, qui va ser acoltellat i trepitjat fins a la mort pels guàrdies rojos per ordres de Krilenko. Després de la formació de l'Exèrcit Roig el 15 de gener de 1918, Krilenko va ser així mateix membre del Col·legi per tota Rússia que va supervisar la seva construcció. Va provar ser un excel·lent orador públic, capaç de guanyar-se masses hostils tan sols amb la paraula. Els seus talents organitzatius, no obstant això, quedaven molt per darrere dels seus talents d'orador.
Krilenko va ser un partidari actiu de la política de democratització de l'Exèrcit rus, incloent l'abolició de la subordinació, l'elecció dels oficials per la tropa allistada, i l'ús de la propaganda per guanyar les unitats enemigues. Encara que l'Exèrcit Rig va tenir diversos èxits al començament de 1918 contra destacaments anti-bolxevics petits i pobrament armats, aquesta política va provar ser insatisfactòria quan les forces soviètiques van ser rotundament derrotades en l'Operació Faustschlag llançada per l'Exèrcit alemany a la fi de febrer de 1918, després de la ruptura de les negociacions de Brest-Litovsk.
Arran de la derrota, Trotski va pugnar per la formació d'un consell militar d'antics generals russos que funcionés com a cos assessor de l'Exèrcit Roig. Lenin i el Comitè Central del Partit Bolxevic van estar d'acord a crear un Consell Suprem Militar, amb l'excap de l'Estat Major de l'Exèrcit imperial, Mikhail Bonch-Bruievitx al capdavant, el 4 de març de 1918. En aquest moment, tota la direcció bolxevic de l'Exèrcit Roig, inclosos el Comissari del Poble de Defensa, Nikolai Podvoiski, i Krilenko, va protestar vigorosament i eventualment va dimitir. El lloc de "comandant en cap" va ser formalment abolit pel Govern soviètic el 13 de març i Krilenko va ser reasignat al Col·legi de la Comissaria del Poble de Justícia.

### Carrera legal (1918-1934)
Des de maig de 1918 fins a 1922, Krilenko va ser president del Tribunal Revolucionari del Comitè Executiu Central Panrus. Va exercir simultàniament com a membre del Col·legi de Fiscals del Tribunal Revolucionari.Krilenko va ser un entusiasta exponent del Terror Roig, malgrat les seves diferències amb la Txeka.
El 1922, Krilenko va ser nomenat Vice-Comissari del Poble de Justícia i fiscal assistent del Fiscal General de l'RSFS de Rússia.

### El Judici Cieplak
La primavera de 1923, Krilenko va exercir com a fiscal en els Judicis Farsa contra la jerarquia de l'Església catòlica. Els acusats incloïen l'arquebisbe Jan Cieplak, monsenyor Konstanty Budkiewicz i el beat Leonid Fiódorov.
Tant l'arquebisbe Cieplak com monsenyor Budkiewicz van ser condemnats a mort. Els altres quinze acusats van ser condemnats a llargs períodes al camp de treball de Solovkí. Les condemnes van provocar una enorme revolada a tot el món occidental.

### Comissari del Poble de Justícia
El 1931, Krilenko va ser nomenat Comissari del Poble de Justícia i Fiscal General de l'RSFS de Rússia, en exercici del càrrec del qual va exercir com a fiscal cap en els "Judicis Farsa" celebrats a Moscou durant els anys 1920 i començaments dels anys 1930, sent vist àmpliament com la cara pública del sistema judicial soviètic. Krilenko va ser cessat com a fiscal general el 1931 i reemplaçat per Andréi Vyshinski. El 1933 va ser condecorat amb l'Ordre de Lenin. El gener de 1933, es va queixar indignat sobre la lenidad d'alguns oficials soviètics que objectaven les infames "lleis de les cinc oïdes":
Entre 1927 i 1934, Krilenko va ser membre de la Comissió Central de Control del Partit Comunista de la Unió Soviètica.

### Càrrecs esportius
Krilenko va utilitzar els seus càrrecs per dur a terme la línia estalinista de control total i politització de totes les àrees de la vida pública.
Molt interessat pels escacs, fou el primer president de la Federació d'Escacs de la Unió Soviètica (1924–1938), i un dels iniciadors del programa soviètic per produir una nova generació de mestres d'escacs, des de començaments dels 1930, i que va donar bons dividends a partir del 1945, com per exemple al Matx d'escacs per ràdio Estats Units - URSS de 1945.
Krilenko va afirmar per exemple: Hem d'acabar amb la neutralitat dels escacs. Hem de condemnar la fórmula "escacs pel plaer dels escacs" igualment com la fórmula "art pel plaer de l'art". Hem d'organitzar brigades de xoc d'escaquistes, i començar la immediata realització d'un pla quinquennal per als escacs.

### Teòric del sistema judicial soviètic
Durant les dècades dels anys 20 i 30, Krjlenko va escriure dotzenes de llibres i articles en suport de la teoria que argumentava que, sota el sistema de "legalitat socialista", les consideracions polítiques i no les criminals havien de jugar el paper decisiu a l'hora de decidir en qüestions de culpabilitat, innocència i càstig. Teoritzà que la confessió era l'última prova de la culpabilitat de l'acusat i que les proves materials, definicions precises del crim, i condemnes exactes (l'anomenat sistema "sistema de dosatge") no era necessari sota el socialisme.
Krilenko va promoure les seves visions sobre la "legalitat socialista" durant la redacció de dos esborranys sobre el codi penal soviètic, un el 1930 i un altre el 1934. A les visions de Krilenko hi estaven oposats dos teòrics soviètics, incloent al Fiscal General soviètic, Andréi Vyshinski, que argumentava que la definició imprecisa de Krilenko sobre crims i el seu rebuig a definir els termes del càstig introduïen inestabilitat legal i arbitrarietats i que eren, per tant, contraris als interessos de l'Estat soviètic. El debat va continuar fins a 1935 i va quedar inacabat.
El 1936, Krilenko va justificar la inclusió d'una llei contra l'homosexualitat masculina en el codi penal soviètic de 1934 com a mesura dirigida contra activitats subversives:

### Caiguda del poder i execució
Krilenko va ser promogut al càrrec de comissari del poble de Justícia de l'URSS el 20 de juliol de 1936 i no va estar afectat directament per la primera onada de la Gran Purga de 1935 a 1937. No obstant això, en la primera sessió del recentment organitzat Soviet Suprem de la Unió Soviètica al gener de 1938, va ser atacat per un prometedor estalinista, Mir Jafar Baghirov, primer secretari del Partit Comunista de l'Azerbaidjan:
L'atac havia estat clarament coordinat (Viacheslav Mólotov ho va confirmar) i Krilenko va ser cessat del seu càrrec el 19 de gener de 1938. Després de lliurar la comissaria al seu successor, Nikolái Ryshkov, Krilenko va viatjar a la seva datxa als afores de Moscou al costat de la seva família. La tarda del 31 de gener de 1938, va rebre una trucada de Iósif Stalin en la qual el va tranquil·litzar, dient-li: "No t'entristeixis. Confiem en tu. Segueix fent el treball pel qual has estat assignat sobre el nou codi legal." Aquesta trucada va calmar Krilenko; no obstant això, aquella mateixa tarda la seva casa va ser envoltada per un esquadró de l'NKVD i ell i molts membres de la seva família van ser detinguts.
Després de tres dies en una presó de l'NKVD, Krilenko "va confessar" que havia estat un sabotejador des de 1930. El 3 d'abril va fer una "confessió" addicional, explicant que havia estat enemic de Lenin fins i tot abans de la Revolució de 1917. En el seu últim interrogatori el 28 de juny de 1938, "va confessar" que havia reclutat trenta empleats de la Comissaria de Justícia per a la seva organització anti-soviètica.
Krilenko va ser jutjat pel Col·legi Militar de la Cort Suprema de l'URSS el 29 de juliol de 1938. El judici va durar vint minuts, prou perquè Krilenko es retractés de les seves "confessions". Va ser trobat culpable i immediatament executat.

## Llegat
La condemna de Krilenko va ser una de les que primer va anul·lar l'Estat soviètic el 1955, durant el Desglaç de Khrusxov.

## Obres (en anglès)
- N. V. Krylenko. A blow at Intervention. Final indictment in the case of the counter-revolutionary Organisation of the Union of Engineers' Organisations (the Industrial Party) whereby Ramzin, Kalinnikof, Larichef, Charnowsky, Fedotof, Kupriyánof, Ochkin and Sitnin, the accused, are charged in accordance with article 58, paragraphs 3, 4, and 6 of the Criminal code of the RSFSR. Pref. by Karl Radek. Moscow, State Publishers, 1931.
- N. V. Krylenko. Xarxa and white terror, London, Communist Party of Great Britain, 1928.
- N. V. Krylenko. Revolutionary law. Moscow, Co-operative Publishing Society of Foreign Workers in the U.S.S.R., 1933.